# Hermann zu Leiningen
Le Prince Hermann Viktor Maximilian zu Leiningen, né le 4 janvier 1901 et mort le 29 mars 1971, est un membre de la noblesse allemande, fils de Emich Eduard Karl V Fürst zu Leiningen et de la princesse Feodore Viktoria Alberta zu Hohenlohe-Langenburg. Il était aussi un pilote automobile.
Hermann zu Leiningen fait ses débuts en Grand Prix en 1930 sur le Masaryk, engagé sur une Bugatti T35B avec Heinrich-Joachim von Morgen (victoire conjointe des deux hommes au Grand Prix automobile de Tchécoslovaquie). L'année suivante Zu Leiningen s'engage dans cinq courses, mais ne parvient à se classer qu'au Masaryk où il termine cinquième.
Au cours de la saison 1934, il rejoint la nouvelle équipe allemande Auto Union AG et associé à Hans Stuck, il parvient à se classer second du Grand Prix d'Italie et quatrième des Grands Prix d'Espagne et du Masaryk. Hermann zu Leiningen quitte Auto Union au milieu de la saison 1935 pour passer chez ERA qui lui confie une ERA type A au British Empire Trophy avec laquelle il termine second puis une ERA type B pour le Grand Prix de Berne après quoi il met un terme à sa carrière de pilote. Il meurt en 1971.